# 金絲雀碼頭站
金絲雀碼頭站（英語：Canary Wharf tube station）是倫敦地鐵銀禧線的一個車站，位於金絲雀碼頭，主要服務倫敦碼頭區。本站隨著銀禧線延線逐步通車，於1999年9月17日啟用。本站屬於倫敦軌道運輸第2收費區。本站每年的出入站客流量可達4千萬人以上，使本站成為倫敦地鐵網絡中，中倫敦以外地區第二繁忙的車站（斯特拉福德站為第一）。本站亦是倫敦地鐵最繁忙的非閘內轉乘站。值得注意的是，本站、DLR的同名車站和伊利沙伯線的同名車站均是各自獨立的車站，三站間並沒有直接轉乘通道。

## 歷史
1980年代晚期，倫敦碼頭區和金絲雀碼頭正重新開發成新商業區。由於金絲雀碼頭於1987年時只有碼頭區輕便鐵路服務，而該輕鐵服務亦明顯將於1990年前飽和，當時發展金絲雀碼頭碼頭的奧林匹亞及約克公司就建議興建「滑鐵盧與格林尼治鐵路」，走線始於滑鐵盧，途經倫敦橋和金絲雀碼頭，終於格林尼治，估計造價為4億英磅。
然而，倫敦交通委員會認為應先待新鐵路發展研究報告結果出爐才擬定走線。其中，東倫敦鐵路研究報告建議銀禧線由綠園站延伸至斯特拉福德站，途經西敏站、滑鐵盧站、金絲雀碼頭（沿用了「滑鐵盧與格林尼治鐵路」滑鐵盧至金絲雀碼頭一段走線）、布萊克沃爾和景寧鎮，其中景寧鎮至斯特拉福德一段鐵路與北倫敦線東段並排。除了布萊克沃爾一段改為途經北格林尼治外，上述建議最終成功獲落實興建。
本站於設計之初就被定為銀禧線延線的旗艦車站。1990年，本站的車站設計合約被授予英國建築師諾曼·福斯特。在設計過程中，福斯特曾經從他以前設計的畢爾包地鐵取得靈感。由於本站預計每日客量達5萬人，因此為了應付繁忙時間的龐大客流，他為車站設計了一個巨大的站體。本站由他爾馬克（Tarmac）建築公司/ 巴希英國（Bachy UK，現為萬喜子公司）合營建造。工程首先將金絲雀碼頭一個前碼頭中的水抽乾，再以簡單的明挖回填方式挖掘出一個深達24米、長達265米的大坑作車站空間。其大小足以容納一座主教座堂，並曾被用作慶祝一場婚禮。2006年，本站平日最高的日客量紀錄就高達69,759人，超越了原先預計的5萬人。本站於開通啟用未夠十年就成為倫敦十大使用率最高的車站之一，亦是十大車站中唯一並不位於倫敦軌道運輸第1收費區的車站。
銀禧線延線完成五年後，沿線就開始出現擁擠的情況。2005年，銀禧線列車的長度由6卡增至7卡。2011年，銀禧線改為使用達利斯 S40 移動閉塞系統，讓銀禧線於繁忙時間的班次得以增加至每小時30班。
2013年，本站被選為倫敦最受喜愛的地鐵車站，有意見認為本站雖然體積龐大，卻令乘客感到舒適宜人。有報告結論指出，本站於開通後5年，就使其週邊土地的價值上升達2億英鎊。
2019年1月，有人從本站的扶手電梯墜下身亡。本站曾因此一度關閉。

## 車站設施

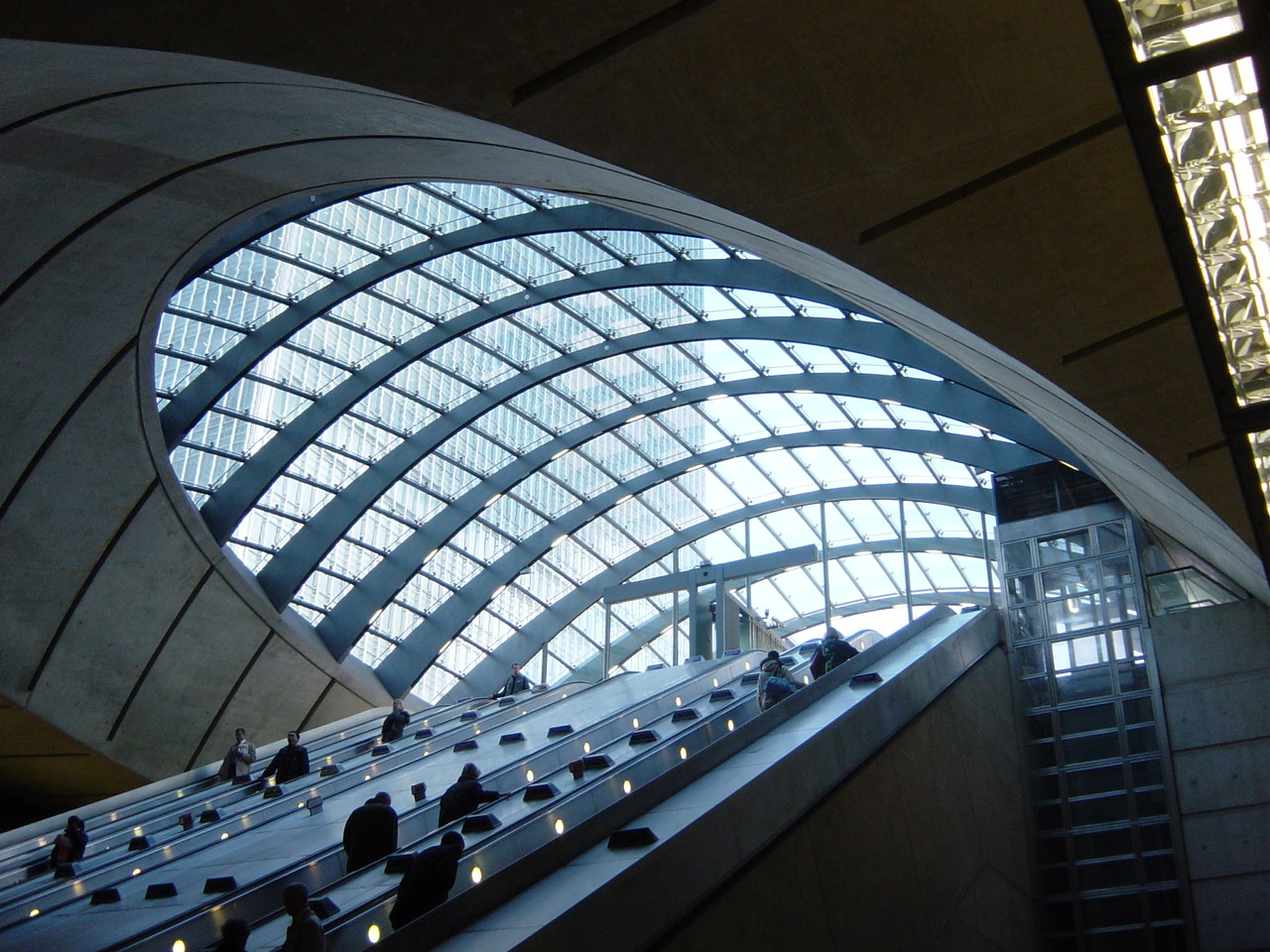
車站入口的拱形玻璃天幕

本站的入口設於大堂東西兩端，兩邊入口均有拱形玻璃天幕，使自然光可以穿透到下層的售票大堂。本站工程完成後，原本有計劃將車站地面注水以重現碼頭外觀，但最終因為技術困難而放棄。現今車站地面已建設成公園。
本站的月台設有全高式月台門，與銀禧線延線其他地底車站一樣。本站總共有20部扶手電梯和3部升降機。
儘管位於本站西北方的一座碼頭區輕便鐵路（DLR）車站亦稱為金絲雀碼頭站，該站與本站並未直接連繫。實際上，本站地面離喜朗船塢站更近。最初，DLR的金絲雀碼頭站原先打算與本站設立直接轉乘通道，但本站興建時，兩站間的土地已有物業發展，因此通道無法設立。現時，DLR的金絲雀碼頭站、喜朗船塢站均與本站透過地下商場通道彼此連繫。
此外，2022年5月24日啟用的伊利沙伯線金絲雀碼頭站位於北碼頭（西印度碼頭）的人工島上，而本站則位於中碼頭。該站與本站沒有共構，兩站間亦沒有設立閘內轉乘通道。
倫敦交通局於本站設出閘轉乘機制，使用蠔卡或其他非接觸式支付系統於指定時間（往喜朗船塢DLR站轉綫時限為15分鐘，其餘車站為20分鐘）內在本站與金絲雀碼頭DLR站/喜朗船塢DLR站/伊利沙伯線金絲雀碼頭站間轉綫，會被視作一程車程。
銀禧線於本站以西設有剪式橫渡線，因此東行列車可以進入本站的東行或西行月台，西行列車駛離本站的西行月台後，可經橫渡線進入東行軌道以完成換向。

## 列車班次
本站繁忙時間的班次為每小時30班，非繁忙時間的班次為每小時24班。

### 繁忙時間
- 24班 西行 往史丹摩 [14]
- 6班 西行 往溫布利公園 ／ 威爾斯登綠地 / 西漢普斯特德[14]

- 24班 東行 往斯特拉福德 [14]
- 6班 東行 往北格林尼治 [14]

### 平日非繁忙時間
- 16班 西行 往史丹摩 [14]
- 8班 西行 往溫布利公園 ／ 威爾斯登綠地 [14]

- 24班 東行 往斯特拉福德 [14]

### 週末非繁忙時間
- 18班 西行 往史丹摩 [14]
- 6班 西行 往溫布利公園 [14]

週末深夜時段部分西行列車會以威爾斯登綠地為總站。

### 週五、六通宵時段
2016年10月7日起，銀禧線逢週五、六晚上設有通宵列車服務。每小時有6班列車 自此有通宵列車服務本站。
2020年3月20日，倫敦地鐵所有通宵列車服務因2019冠狀病毒病疫情而暫停。銀禧線的通宵列車服務於2022年5月21日起恢復。

## 未來發展
倫敦交通局曾建議貝克盧線自象堡沿老根德路向東南延伸，並以劉易舍姆站為總站。 金絲雀碼頭集團曾指出銀禧線將無法應付加拿大塘站一帶發展為該線帶來的新增客流，並要求把貝克盧線延伸段改為途經瑟里碼頭和金絲雀碼頭，並以查爾頓為總站。該集團亦曾向政府建議於尤斯頓站 (倫敦地鐵)至本站間興建一條新地鐵線。

## 流行文化
2013年1月9日發行的一套紀念倫敦地鐵通車150週年的郵票（總共6張）中，本站於其中一張面值1.28英鎊的郵票出現。該郵票的左下方有「Jubilee Line at Canary Wharf」（在金絲雀碼頭的銀禧線）字樣，右下方則有「1999」字樣。金絲雀碼頭郵票在六張郵票中，代表倫敦地鐵最為現代的階段。
本站曾於2002年被用作拍攝電影28日後的部分場景。於2016年，本站亦曾被用作拍攝電影星際大戰外傳：俠盜一號，電影中的帝國基地就是取景自本站。

## 接駁交通
倫敦巴士135、277、D7號及通宵路線N277、N550號均服務本站。

## 車站相片

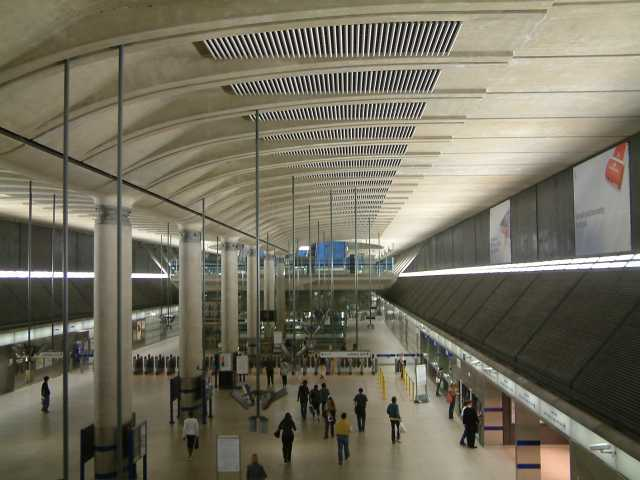
大堂及大堂天花
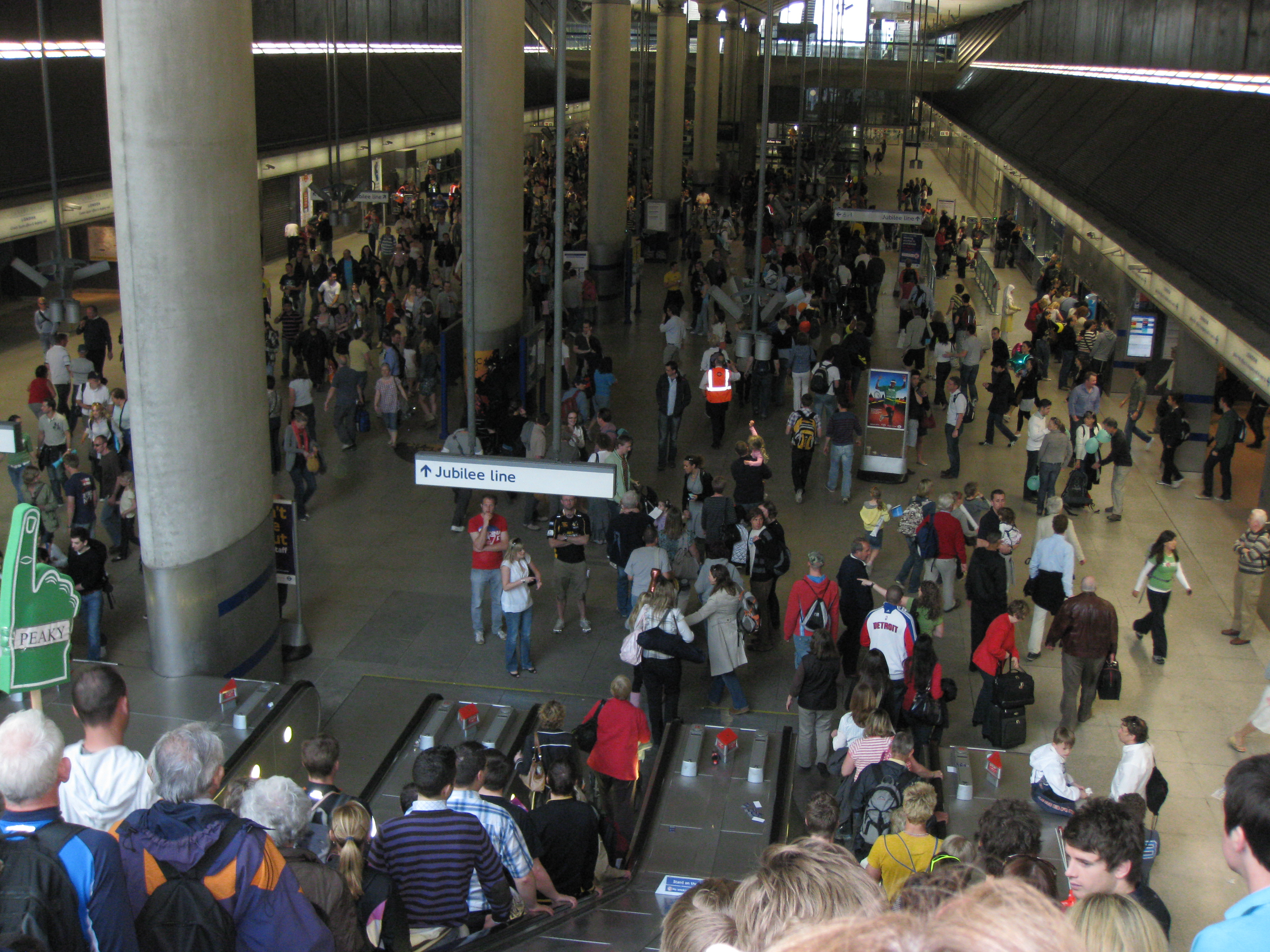
從本站西邊入口的下行扶手電梯望向大堂（攝於2009年倫敦馬拉松當日）
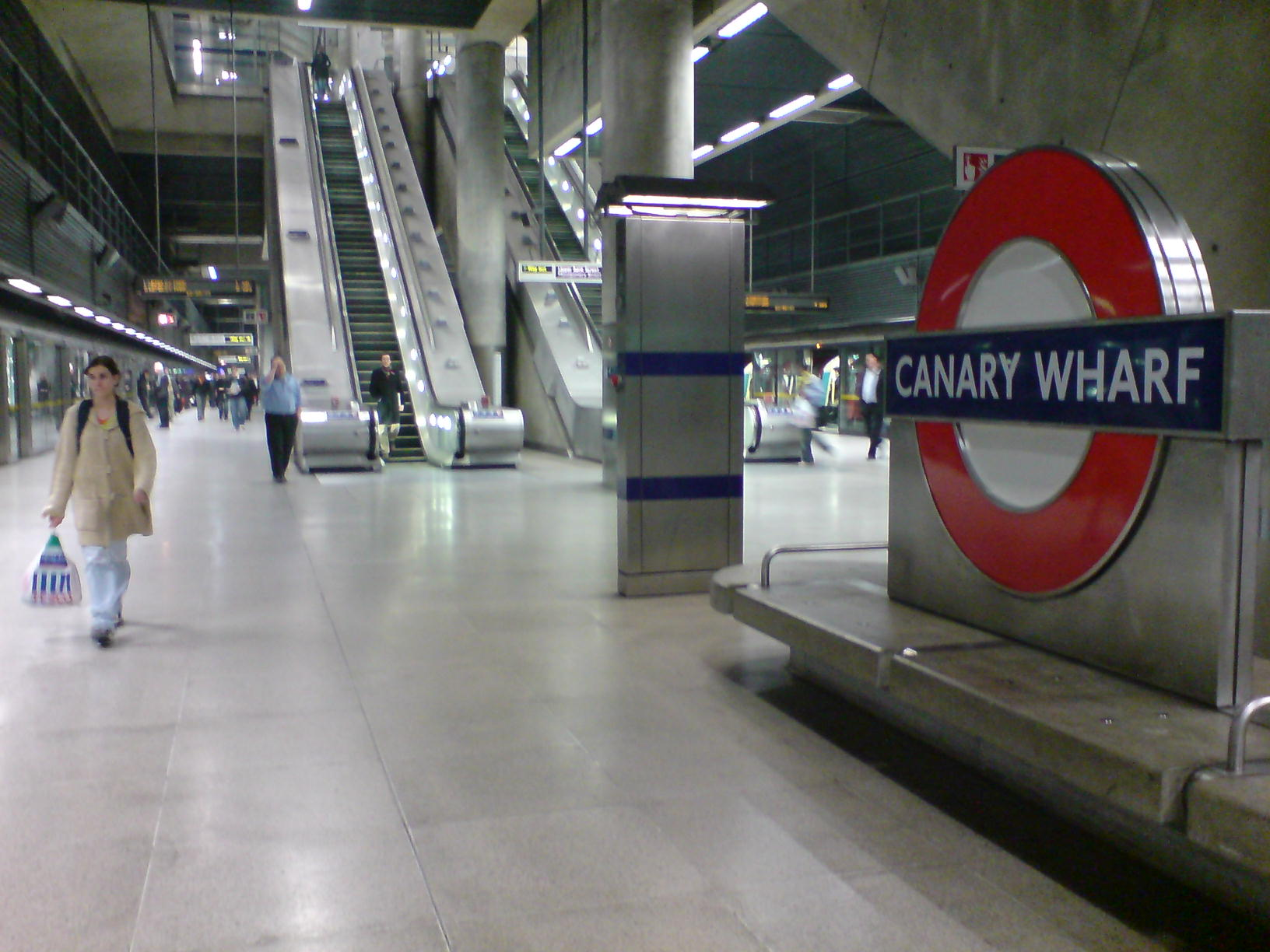
月台

## 外部連結
- Construction of the Station's Entrance Canopies
- More photographs of Canary Wharf station （页面存档备份，存于）